# Glasgow Outcome Scale
Der Glasgow Outcome Score (GOS) ist eine Skala, mit der Patienten nach Hirnschädigungen wie z. B. Schädel-Hirn-Traumata in Gruppen eingeteilt werden können, die es erlauben, den Grad ihrer Erholung standardisiert und objektiv zu beschreiben. Die Erstbeschreibung erfolgte 1975 durch Jennett und Bond.

## Anwendung
Mit dem Glasgow Outcome Score werden Patienten nach Hirnschädigungen zur objektiven Beurteilung ihrer Erholung in fünf Kategorien eingeordnet. Dies erlaubt es, eine Prognose über den Langzeitverlauf und die Wiedereingliederungsmöglichkeiten in Beruf und Alltag vorzunehmen.
| 1. Tod                                 | Schwerste Schädigung mit Todesfolge ohne Wiedererlangen des Bewusstseins                                 |
| 2. Persistierender vegetativer Zustand | Schwerste Schädigung mit andauerndem Zustand von Reaktionslosigkeit und Fehlen höherer Geistesfunktionen |
| 3. Schwere Behinderung                 | Schwere Schädigung mit dauerhafter Hilfsbedürftigkeit bei Aktivitäten des täglichen Lebens               |
| 4. Mäßige Behinderung                  | Keine Abhängigkeit von Hilfsmitteln im Alltag, Arbeitstätigkeit in speziellen Einrichtungen möglich.     |
| 5. Geringe Behinderung                 | Leichte Schädigung mit geringen neurologischen und psychologischen Defiziten.                            |